# Grammostola aureostriata
Grammostola aureostriata és una espècie d'aranya migalomorfa de la família Theraphosidae; és una de les taràntules més grans, ja que aconsegueix els 20-22 cm. Tendeix a ser una de les espècies més dòcils, la qual cosa li converteix en una atractiva mascota. És també bastant ostentosa en aparença, posseeix llargs pèls de colors clars per tot el seu cos i ratlles daurades en les seves potes, particularment en els genolls.

## Nom
El nom de l'espècie deriva del llatí aureus "or" i striatus "a ratlles".